# Per Bak
Per Bak (* 8. Dezember 1948 in Brønderslev, Dänemark; † 16. Oktober 2002 in Kopenhagen) war ein dänischer theoretischer Physiker, der sich einen Namen in der Erforschung emergenter, komplexer Systeme gemacht hat.

## Leben
Er promovierte 1974 an der Universität Roskilde, Dänemark. Danach lehrte und forschte er am Brookhaven National Laboratory, am Santa Fe Institute in New Mexico, am Niels-Bohr-Institut in Kopenhagen und ab 2000 als Professor am Imperial College London.
In seiner Forschung untersuchte er zunächst magnetische und strukturelle Eigenschaften von Festkörpern, insbesondere in der Nähe von Phasenübergängen. Beispielhaft erwähnt seien seine Originalarbeiten (mit Juhani von Boehm, Jacques Villain und anderen) sowie sein Überblicksartikel von 1982 zu kommensurablen und inkommensurablen magnetischen Ordnungen, u. a. in Ising-Modellen mit konkurrierenden Wechselwirkungen, ANNNI-Modell, welche ein großes Interesse in der Fachwelt hervorriefen.
1987 veröffentlichte er zusammen mit seinen Kollegen Chao Tang und Kurt Wiesenfeld seine bahnbrechende Arbeit über selbstorganisierte Kritikalität in der Zeitschrift  Physical Review Letters. Er stellte die Ideen in einen breiteren Zusammenhang in seinem 1996 erschienenen Buch "How Nature works: The Science of Self-Organized Criticality".
Seit 1993 war er Fellow der American Physical Society.

## Schriften
- Commensurate Phases, Incommensurate Phases and the Devil's Staircase, Reports Progress Physics, Bd. 45 (1982): S. 587–629.
- mit Chao Tang, Kurt Wiesenfeld: Self-Organized Criticality: An Explanation of 1/f Noise, Physical Review Letters, Bd. 59 (1987): S. 381–384.
- mit Tang, Wiesenfeld: Self-organized criticality, Phys. Rev. A, Band 38, 1988,  S. 364–374
- How nature works. The Science of Self-Organized Criticality, New York 1996. ISBN 0-387-94791-4
- Ricard V. Solé, Susanna C. Manrubia, Michael Benton, Stuart Kauffman, Per Bak: Criticality and scaling in evolutionary ecology, Trends in Ecology & Evolution, Volume 14, Issue 4, 1999, Pages 156-160, https://doi.org/10.1016/S0169-5347(98)01518-3.